# Wapelersiel
Wapelersiel ist eine Bauerschaft der Gemeinde Jade (Landkreis Wesermarsch) im Norden von Niedersachsen. Der Ort hat seinen Namen von der Wapel, einem Nebenfluss der Jade.

## Geografie
Wapelersiel liegt im nördlichen Bereich der Gemeinde Jade, direkt am Jadebusen, einer Meeresbucht an der Nordsee.

## Infrastruktur

### Verkehr

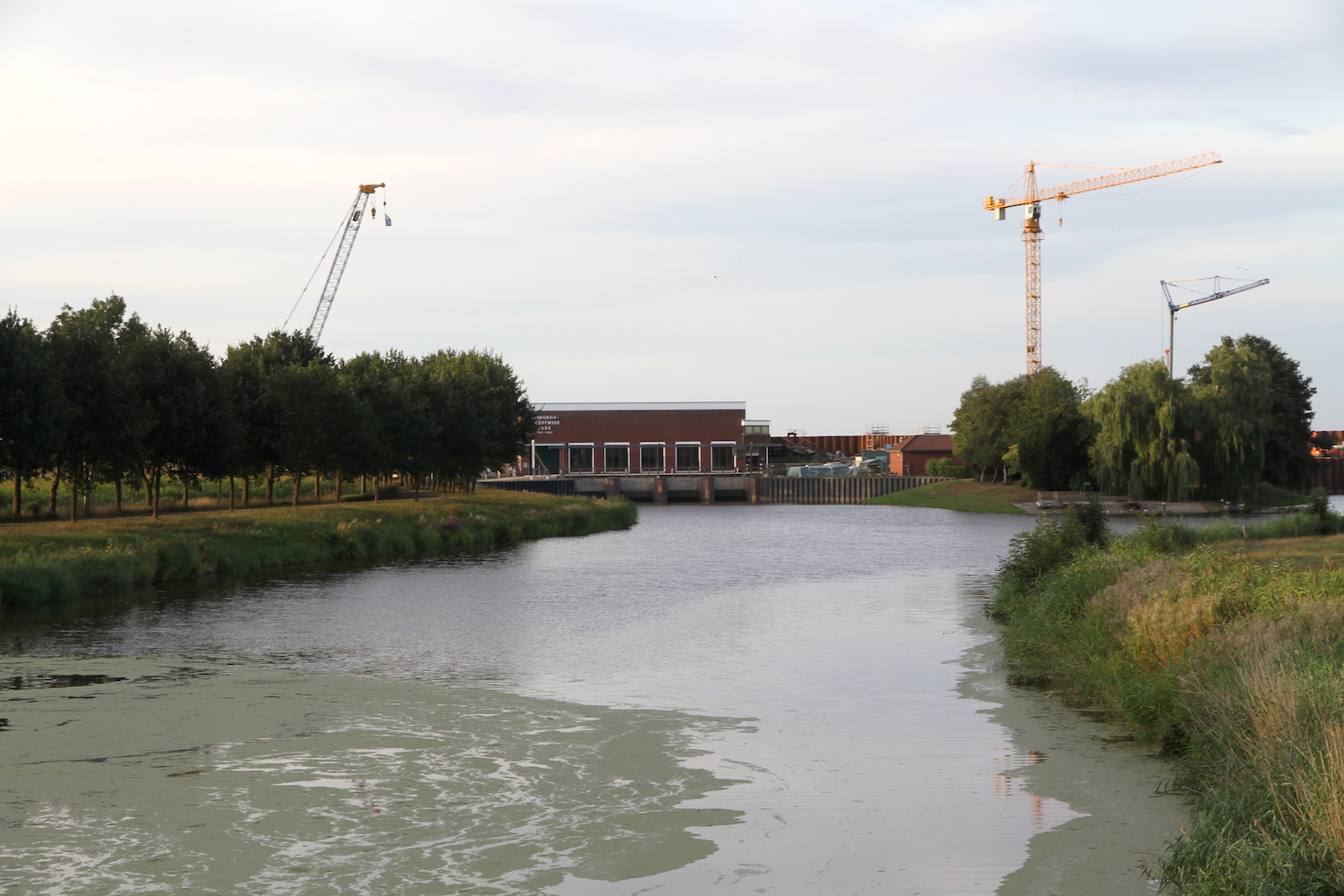
Blick auf das Schöpfwerk in Wapelersiel im August 2018.

Wapelersiel liegt an der Bundesstraße 437, die vom westlich gelegenen Varel aus in östlicher Richtung an die Weser führt. Die A 29 von Oldenburg nach Wilhelmshaven verläuft 6 km entfernt westlich.

### Schöpfwerk
In Wapelersiel befindet sich das Mündungsschöpfwerk Jade. Das Wasser der Jade wird hier durch Sieltore in die Nordsee geleitet. Bei großen Regenmengen übernehmen vier Pumpen diese Aufgaben. Sie dienen der Wasserregulierung von insgesamt ca. 195 km² Binnenland. Vor dem Bau des Schöpfwerkes (1965) kam es im Hinterland im Verlauf der Jade und Wapel regelmäßig zu Überschwemmungen. Mit einem Stromräumboot wird das rund 7 km lange Außentief von Verschlickungen durch die Gezeiten freigehalten.